# Lakshmanapura, Tiptur
Lakshmanapura là một làng thuộc tehsil Tiptur, huyện Tumkur, bang Karnataka, Ấn Độ.